# Eli Cottonwood
Kipp Christianson (né le 30 septembre 1974) est un catcheur et un joueur de basket-ball américain. Il est connu pour avoir lutté à la Florida Championship Wrestling, territoire de développement de la World Wrestling Entertainment. Il est d'abord joueur de basket-ball au lycée puis à l'université d'État d'Arizona puis au College Saint Benedict and Saint John's University (en) et évolue au poste de pivot. Il participe aux NBA Summer League avec des franchises de la NBA mais ne parvient pas à intégrer l'effectif de ces équipes. Cependant, il joue pendant une saison en National Basketball Development League chez les Lowgators de Charleston.
Il participa à la 2e saison de NXT, sous le nom de Eli Cottonwood.

## Jeunesse et carrière de joueur de basket-ball
Il apprend le basket à l'Université St John dans le Minnesota. Il joue ensuite dans plusieurs pays, dont la Lituanie et la Chine. Il évolue en International Basketball Association et Continental Basketball Association pour les équipes de Quad City Thunder et Sioux Falls Skyforce. En 1998, il participe à un camp avec les Bucks de Milwaukee. Il évolue également durant les NBA Summer League avec la franchise des Mavericks de Dallas. Le 16 mars 2004, il a signé un contrat avec la Lowgators Charleston.

## Carrière dans le Catch

### World Wrestling Entertainment (2008 - 2012)

#### Florida Championship Wrestling (2008-2012)
Il a débuté le catch à la Florida Championship Wrestling en 2008 sous son vrai nom, Kipp Christianson. En août 2009, il se fait appeler Eli Cottonwood. Il enchaine les victoires face à DJ Gabriel, Dutch Mantel et Max McGuirk. Il fit une équipe avec Aksana et fit un Face-Turn.
Il fait son retour à la FCW le 22 janvier 2012 en participant à une Grand Bataille Royale Match, match qu'il ne parvient pas à gagner. Le 5 février 2012 à la Florida Championship Wrestling il fait équipe avec Corey Graves, puis ils battent Brad Maddox et Briley Pierce. Lors du FCW du 19 février 2012, il perd avec Brad Maddox le FCW Florida Tag Team Championship au profit de Bo Rotundo et Husky Harris.
Il mit fin à son contrat en juin 2012.

#### WWE NXT (2010)
Le 1er juin 2010, il est annoncé comme participant à la 2e saison de NXT, avec John Morrison comme pro. Il y fait ses débuts le 8 juin en gagnant un match par équipe avec John Morrison face à Zack Ryder et son rookie Titus O'Neil. La semaine suivante, il défait Kaval avec un nouveau finisher, le Reverse Chokeslam. Mais lors du NXT du 27 juillet, il se fait éliminer de WWE NXT et effectue à l'occasion un heel turn en attaquant tous les rookies.

## Palmarès
- Florida Championship Wrestling
  - 1 fois FCW Florida Tag Team Championship avec Brad Maddox

## notes et références
1. 1 2  (en) et k/kip-christianson Eli Cottonwood sur Online World of Wrestling.
2. 1 2  (en + de) « Eli Cottonwood », sur cagematch.net (consulté le 13 novembre 2020)
3. 1 2  (en + de) Eli Cottonwood sur Wrestlingdata.